# Wanna Be With You
「Wanna Be With You」（ワナ・ビー・ウィズ・ユー）は、日本のダンスボーカルユニット、Leadの21枚目のシングル。2012年3月14日にポニーキャニオンより発売された。

## 概要
2012年1発目のシングル。カップリングが通常版、初回版でそれぞれ異なる他、スペシャルトラックとしてメンバー3人でテーマメンバーとしているメンバーの各一人の素顔について語り合うミニラジオが初回版A, B, C, Dそれぞれ一人ずつ異なって収録される。
また、2012年3月13日から3月18日、3月20日に開催されたリリースイベントで、本曲の初回版と通常版の全5形態を購入した人に限り、メンバーの鍵本輝が作詞作曲した未発表曲、「Burning up!」のCDか、本曲のスペシャルミュージックビデオ (Member Solo Focus Ver.) のDVDがプレゼントされるイベントがあった。

## 収録曲
初回版A
1. Wanna Be With You
2. COLOR
3. Wanna Be With You (Instrumental)
4. COLOR (Instrumental)
5. Special Track.ミニラジオ(as to 中土居宏宜 )

初回版B
1. Wanna Be With You
2. COLOR
3. Tick Tock
4. Wanna Be With You (Instrumental)
5. COLOR (Instrumental)
6. Tick Tock (Instrumental)
7. Special Track.ミニラジオ (as to 谷内伸也)

初回版C
1. Wanna Be With You
2. COLOR
3. Last Situation
4. Wanna Be With You (Instrumental)
5. COLOR (Instrumental)
6. Last Situation (Instrumental)
7. Special Track.ミニラジオ (as to 古屋敬多)

初回版D
1. Wanna Be With You
2. COLOR
3. Gimme Your Love
4. Wanna Be With You (Instrumental)
5. COLOR (Instrumental)
6. Gimme Your Love (Instrumental)
7. Special Track.ミニラジオ (as to 鍵本輝)

通常版
1. Wanna Be With You
2. Hungry Sniper
3. Wanna Be With You (Instrumental)
4. Hungry Sniper (Instrumental)

DVD
初回版A
1. 「Wanna Be With You」ミュージックビデオ
2. 「Wanna Be With You」MV OFF SHOT